# ليوناردو برايس
ليوناردو برايس (بالإسبانية: Leonardo Price)‏ هو منافس ألعاب قوى أرجنتيني، ولد في 21 فبراير 1979 في تريليو في الأرجنتين.

## وصلات خارجية
- ليوناردو برايس على موقع الاتحاد الدولي لألعاب القوى (الإنجليزية)
- ليوناردو برايس على موقع أوليمبيديا (الإنجليزية)